# Outsider (1997)
Outsider ist ein slowenischer Spielfilm aus dem Jahr 1997. Regie führte Andrej Košak, der auch das Drehbuch verfasste. Bindweed Soundvision und RTV Slovenia produzierten das Drama, das einer der bislang kommerziell erfolgreichsten slowenischen Filme ist. Er behandelt die Punk-Szene in Ljubljana in den Jahren 1979 und 1980, als sie ihren Höhepunkt erlebte.

## Handlung
Im Herbst 1979 siedelt sich die Familie des bosnischen JNA-Offiziers Haris Mulahasanović in Ljubljana an. Sohn Sead findet anfangs schwer Anschluss, schließt sich dann aber der Punk-Band seines Mitschülers Borut Kadunc (Bomba) an. Seine Bandkollegen verpassen ihm nach ihrem Vorbild Sid Vicious den Spitznamen Sid. Zwar zeigt er in der Schule gute Leistungen, konsumiert jedoch zunehmend Alkohol und Drogen und gerät in Konflikt mit seinem Vater und der Obrigkeit, die die Punk-Szene aufmerksam und mit harter Hand überwacht. Er verliebt sich in seine Klassenkameradin Metka, die ungewollt schwanger wird und das Kind gegen Seads Willen abtreibt. Als Bomba ins Gefängnis muss und Sead erfährt, dass die Familie erneut umzieht, kommt es zu einem Streit mit seinem Vater, der darin eskaliert, dass sich Sead am Tag, an dem Tito in Ljubljana stirbt, umbringt.

## Trivia
Die Songs von Seads Band wurden von Saša Lošić geschrieben, darüber hinaus ist im Film Musik der bekannten Punkbands Pankrti und Indust-Bag zu hören.
Der Schriftsteller Esad Babačić, der im Film den Untergebenen von Haris Mulahasanović spielt und den Verhör gegen Bomba führt, war als Punk selbst solchen Verhören ausgesetzt.
Einige bekannte Persönlichkeiten der jugoslawischen Rockszene waren wie Sead tatsächlich Söhne jugoslawischer Offiziere, so z. B. Johnny Štulić (Azra), Goran Bregović (Bijelo dugme) und Momčilo Bajagić – Bajaga.

## Rezeption
Der Film, dessen Produktionskosten auf 60 Millionen Tolar geschätzt werden, kam am 13. Februar 1997 in die slowenischen Kinos, wo er circa 90.950 mal gesehen wurde. Damit war er der erfolgreichste einheimische Film in Slowenien, bis Branko Đurićs Kajmak in marmelada 2003 erschien.

## Auszeichnungen
Auf der Mostra de Valencia 1997 prämierte man Outsider mit der Palmera de Bronce, der „Bronzenen Palme“. Auf dem Cairo International Film Festival 1997 nahm der Film im internationalen Wettbewerb, einem der bedeutendsten weltweit, um die Goldene Pyramide teil, musste sich aber Bigas Lunas Das Zimmermädchen der Titanic geschlagen geben. Davor Janjič wurde allerdings als Bester Darsteller ausgezeichnet.
Der Film war Sloweniens Kandidat für eine Nominierung in der Kategorie Bester fremdsprachiger Film bei der Oscarverleihung 1998, wurde aber weder nominiert noch ausgezeichnet.